# Те-Колоні (Техас)
Те-Колоні (англ. The Colony) — місто (англ. city) в США, в окрузі Дентон штату Техас. Населення — 44 534 особи (2020).

## Географія
Те-Колоні розташований за координатами 33°5′23″ пн. ш. 96°54′12″ зх. д. / 33.08972° пн. ш. 96.90333° зх. д. (33.089609, -96.903328).  За даними Бюро перепису населення США в 2010 році місто мало площу 41,69 км², з яких 36,30 км² — суходіл та 5,39 км² — водойми.

## Демографія
Згідно з переписом 2010 року, у місті мешкало 36 328 осіб у 13 168 домогосподарствах у складі 9472 родин. Густота населення становила 871 особа/км².  Було 14052 помешкання (337/км²).
Расовий склад населення:
| - 75,4 % — білих - 8,1 % — чорних або афроамериканців - 5,8 % — азіатів - 0,8 % — корінних американців - 0,1 % — вихідців з тихоокеанських островів - 6,2 % — осіб інших рас |

До двох чи більше рас належало 3,5 %. Частка іспаномовних становила 21,2 % від усіх жителів.
За віковим діапазоном населення розподілялося таким чином: 27,0 % — особи молодші 18 років, 68,0 % — особи у віці 18—64 років, 5,0 % — особи у віці 65 років та старші. Медіана віку мешканця становила 33,1 року. На 100 осіб жіночої статі у місті припадало 99,5 чоловіків;  на 100 жінок у віці від 18 років та старших — 96,4 чоловіків також старших 18 років.
Середній дохід на одне домашнє господарство  становив 89 860 доларів США (медіана — 71 488), а середній дохід на одну сім'ю — 103 109 доларів (медіана — 81 903). Медіана доходів становила 51 553 долари для чоловіків та 41 758 доларів для жінок. За межею бідності перебувало 7,7 % осіб, у тому числі 11,8 % дітей у віці до 18 років та 9,4 % осіб у віці 65 років та старших.
Цивільне працевлаштоване населення становило 22 820 осіб. Основні галузі зайнятості: роздрібна торгівля — 18,7 %, науковці, спеціалісти, менеджери — 15,0 %, освіта, охорона здоров'я та соціальна допомога — 14,0 %.